# Joseph Ofahengaue

a Compétitions nationales et continentales officielles uniquement.

b Matchs officiels uniquement.
Joseph Anthony Young Ofahengaue dit Joe Ofahengaue, né le 15 septembre 1995 à Auckland (Nouvelle-Zélande), est un joueur de rugby à XIII australien  d'origine tongienne au poste de troisième ligne ou de pilier dans les années 2010. Il fait ses débuts en National Rugby League en 2015 avec les Broncos de Brisbane où il atteint avec ce club la finale de la NRL en 2015. Il connaît également des sélections pour le State of Origin avec le Queensland à partir de 2019, ainsi que des sélections avec les Tonga avec lesquels il dispute la Coupe du monde 2017 avec une demi-finale atteinte contre l'Angleterre.

## Palmarès
- Collectif :
  - Finaliste de la National Rugby League : 2015 (Brisbane).

## Détails

### En club
| Saison | Club             | Compétition           | Matchs | Points | Essais | Buts | Drop |
| ------ | ---------------- | --------------------- | ------ | ------ | ------ | ---- | ---- |
| 2015   | Brisbane Broncos | National Rugby League | 14     | 0      | 0      | 0    | 0    |
| 2016   | Brisbane Broncos | National Rugby League | 16     | 4      | 1      | 0    | 0    |
| 2017   | Brisbane Broncos | National Rugby League | 16     | 4      | 1      | 0    | 0    |
| 2018   | Brisbane Broncos | National Rugby League | 24     | 12     | 3      | 0    | 0    |
| 2019   | Brisbane Broncos | National Rugby League | 20     | 4      | 1      | 0    | 0    |
| 2020   | Brisbane Broncos | National Rugby League | 14     | 0      | 0      | 0    | 0    |